# Devendranath Tagore

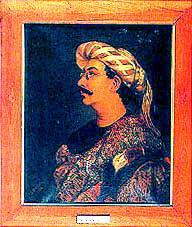
Devendranath Tagore

Devendranath Tagore (beng. দেবেন্দ্রনাথ ঠাকুর Debendronath Thakur, zw. Mahariszi) (ur. 1817 lub 1818 w Kalkucie zm. 19 stycznia 1905 tamże) – indyjski filozof, mistyk i publicysta, reformator hinduizmu. Ojciec poety-noblisty Rabindranatha Tagore.
Był najstarszym synem Dwarkanatha Tagore, bengalskiego przemysłowca i finansisty. Założył organizację filozoficzno-religijną o nazwie Tattwabodhini Sabha, która została później wchłonięta przez Brahmo Samadź. W 1843 sam stanął na czele Brahmo Samadź, zaś jego dzieło Brahmadharma stało się manifestem tej organizacji. Będąc liderem Brahmo Samadź nadał mu konkretną formę organizacyjną. Prezentował także jego program na łamach swego dziennika Tattvabodhini Patrika.
Po rozłamie z 1865 i odejściu Keshaba Chandry Sena został przywódcą stojącego na gruncie hinduizmu monoteistycznego Adi Brahma Sama.